# Campeonato de Francia de Rugby 15 1955-56
El Campeonato de Francia de Rugby 15 1955-56 fue la 57.ª edición del Campeonato francés de rugby.
El campeón del torneo fue el equipo de FC Lourdes quienes obtuvieron su cuarto campeonato.

## Desarrollo

### Segunda Fase
| - Angoulême - Bayonne - Narbonne - Dax - Perpignan - Céret - Montauban - Auch - Graulhet - Toulouse - Tulle - Vienne - Lourdes - Aurillac - Limoges - La Rochelle | - Paris Université Club - Agen - Grenoble - Touloun - Stadoceste - Périgueux - Bègles - Hendaye - Cahors - Mazamet - Tyrosse - Albi - Béziers - Roanne - Entente Côte-Vermeille - Romans |